# Paul René Moreno
Paul René Moreno (* 1. September 1962 in Chihuahua, Mexiko) ist ein ehemaliger mexikanischer Fußballspieler, der sowohl im Mittelfeld als auch in der Offensive agierte.

## Laufbahn
Als er zwölf Jahre alt war, zog seine Familie in den Bundesstaat Guanajuato, wo er sich zwei Jahre später dem Nachwuchsbereich des Salamanca FC anschloss.
1982 wurde Moreno vom Puebla FC verpflichtet, mit dem er gleich in seiner ersten Saison 1982/83 den mexikanischen Meistertitel gewann. 1988 folgte der Gewinn der Copa México mit den Camoteros.
Ausgerechnet vor der erfolgreichsten Saison 1989/90 in der Vereinsgeschichte des Puebla FC, als beide Titel noch einmal im Double gewonnen wurden, wechselte Moreno zum Ligakonkurrenten Chivas, spielte 1992/93 für die UAT Correcaminos und verbrachte seine letzte Saison 1994/95 wieder in Diensten seines langjährigen Vereins Puebla FC.
Zwischen 1983 und 1991 kam Moreno zu insgesamt sieben Länderspieleinsätzen für die mexikanische Nationalmannschaft und erzielte je einen Treffer in den Spielen gegen Kanada (4:0) am 6. Oktober 1987 und gegen Polen (3:1) am 14. Februar 1989.
Nach seiner aktiven Laufbahn arbeitete Moreno im Trainerstab des Puebla FC sowie des Viertligisten Club Alpha. In der Clausura 2006 betreute er seinen ehemaligen Verein Puebla FC vorübergehend als Cheftrainer.

## Erfolge
- Mexikanischer Meister: 1983
- Mexikanischer Pokalsieger: 1988